# Anna Belfer-Cohen
Anna Belfer-Cohen (en hebreo: אנה בלפר-כהן‎; 3 de noviembre de 1949, Rovno, Ucrania) es una arqueólogoa y paleoantropóloga israelí y profesora emérita en el Instituto de Arqueología de la Universidad Hebrea de Jerusalén. Belfer-Cohen excavó y estudió muchos sitios prehistóricos importantes en Israel, incluidas las cuevas de HaYonim y Kebara y sitios al aire libre como Nahal Ein Gev I y Nahal Neqarot. También ha trabajado durante muchos años en la República de Georgia, donde realizó importantes contribuciones al estudio de la secuencia paleolítica del Cáucaso a raíz de su trabajo en los yacimientos de cuevas de Dzoudzuana, Kotias y Satsrublia. Es especialista en Antropología biológica, arte prehistórico, tecnología lítica, Paleolítico superior y humanos modernos, la interfaz natufiana - neolítica y la transición a la vida del pueblo.
Belfer-Cohen ha publicado cientos de artículos y coeditado varios libros. Su trabajo es ampliamente citado en el campo de la Arqueología Prehistórica y especialmente en la cultura natufiana.
Belfer-Cohen está casada, tiene dos hijos y cuatro nietos y actualmente reside en Jerusalén.

## Biografía
Anna Belfer-Cohen nació en Rivne, Ucrania en 1949. La familia emigró a Israel en 1956. Después de completar la escuela secundaria en su ciudad natal, Petah Tikva, comenzó a estudiar para obtener su primer título en arqueología en el Instituto de Arqueología de la Universidad Hebrea de Jerusalén, donde también obtuvo su maestría (1981) y su doctorado (1988). Ya en sus estudios de pregrado participó en muchas expediciones arqueológicas en Israel, Chipre y Sinaí. La tesis doctoral de Belfer-Cohen (supervisada por el profesor Ofer Bar-Yosef) estuvo dedicada a la cultura natufiense. Fue nombrada profesora titular en el Instituto de Arqueología de la Universidad Hebrea de Jerusalén en 2002. De 2005 a 2009, dirigió el Instituto de Arqueología de la universidad. De 2014 a 2018 fue jefa de la Autoridad de Estudiantes de Investigación (Ciencias no experimentales).

## Contribuciones científicas

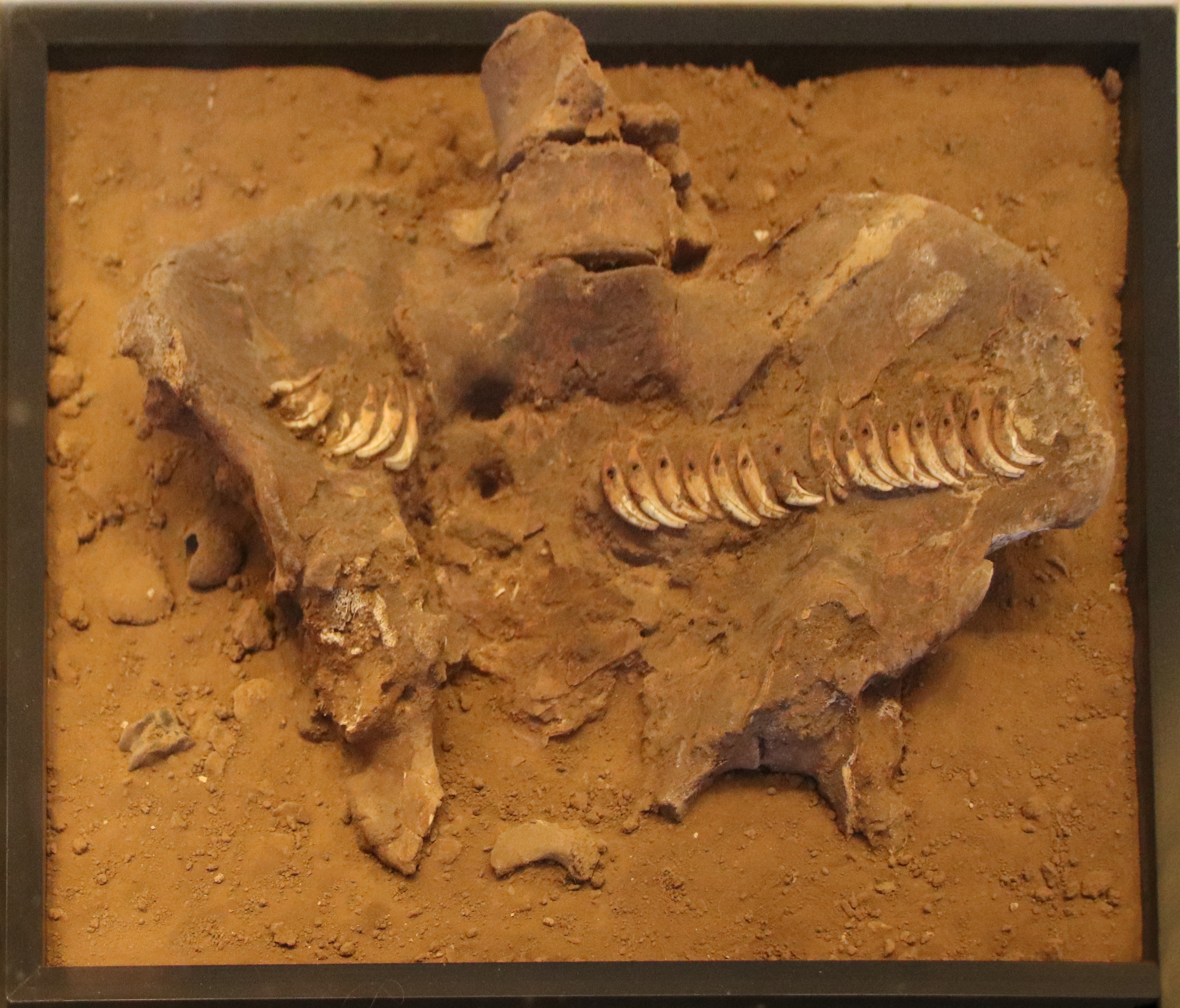
Pelvis de mujer decorada con dientes de zorro, cultura natufiana, cueva de Hayonim.

Al principio de su carrera, Belfer-Cohen participó en excavaciones en el sitio del Paleolítico inferior de 'Ubeiydia en el Valle del Jordán (el sitio más antiguo de Israel), en los sitios prehistóricos del Paleolítico superior y Epipaleolítico en el desierto del Sinaí septentrional, en los sitios de enterramiento de la Edad calcolítica y Edad del Bronce Temprano en el sur del Sinaí.
Durante sus estudios de maestría, Belfer-Cohen analizó la lítica y herramientas de hueso desde el Auriñaciense capa a la cueva Hayonim (fecha a 35.000 años atrás). En su trabajo identificó al Auriñaciense levantino y su singularidad en la secuencia del Paleolítico superior en la zona. A lo largo de los años, ayudó a comprender las interacciones de esta cultura de cazadores-recolectores con su contraparte europea.
En su doctorado, Belfer-Cohen discutió los aspectos tecnológicos y espaciales de los restos materiales natufianos de la cueva de Hayonim en Galilea, incluida la arquitectura, los entierros, los ensamblajes líticos, las herramientas de piedra esmerilada y los ornamentos personales. En este trabajo, proporcionó la base para el estudio moderno de la cultura natufiana y dio forma a las preguntas de investigación importantes, que todavía se emplean en la investigación actual.
Belfer-Cohen participó en muchos proyectos arqueológicos, algunos que duraron varias décadas, como las cuevas de Kebara y Hayonim, donde participó en el estudio y publicación de los hallazgos. Algunos proyectos de investigación y contribuciones recientes seleccionados incluyen:
- Los primeros cementerios: la naturaleza y el significado de las prácticas funerarias en la Sociedad Natufian. Complejidad cultural en vísperas de la transición a la agricultura. Estudios de material esquelético, así como hallazgos de material de los sitios de las cuevas de Hayonim e Hilazon Tachtit junto con el Prof. Leore Grosman (Universidad Hebrea).
- Reconstrucción del Paleolítico superior al neolítico secuencia de Georgia, el sur del Cáucaso. Este es un proyecto conjunto georgiano-estadounidense-israelí dirigido por ella en nombre de la Universidad Hebrea de Jerusalén, en colaboración con el Dr. Tengis Meshviliani, del Museo Estatal de Georgia y el Prof. Ofer Bar-Yosef de la Universidad de Harvard. En este proyecto, el equipo estableció la cronología del Paleolítico Superior local, con la llegada del Homo sapiens, y su ajuste local en comparación con los neandertales del Paleolítico medio anterior. El proyecto incluye excavaciones en la cueva Dzudzuana, 1996-2001; 2006–7. Otra cuestión central del proyecto tenía como objetivo establecer si la transformación de cazadores-recolectores a agricultores era una innovación endémica, la aculturación de ideas de otros lugares o el resultado de invasiones de grupos extranjeros. Esto implicó excavaciones en el refugio rocoso de Kotias Klde en 2002-2005; 2008-2010. Actualmente, el equipo excava en la cueva de Satsurblia (2010-hasta la actualidad), con el profesor Ron Pinhasi (Universidad de Viena).[7]

## Publicaciones
- Belfer-Cohen, Anna (1988). «The Natufian Graveyard in Hayonim Cave». Paléorient 14 (2): 297-308. ISSN 0153-9345. doi:10.3406/paleo.1988.4476.
- Bar-Yosef, Ofer; Belfer-Cohen, Anna (1989). «The origins of sedentism and farming communities in the Levant». Journal of World Prehistory (en inglés) 3 (4): 447-498. ISSN 1573-7802. doi:10.1007/BF00975111.
- Belfer-Cohen, Anna (1991). «The Natufian in the Levant». Annual Review of Anthropology 20: 167-186. ISSN 0084-6570. doi:10.1146/annurev.an.20.100191.001123.
- Bar-Yosef, Ofer; Belfer-Cohen, Anna (1992). «From Foraging to Farming in the Mediterranean Levant».  En Gebauer; Price, eds. Transitions to Agriculture in Prehistory (en inglés). pp. 21-48. OCLC 605693414.
- Belfer-Cohen, A. and E. Hovers 1992 Burial is in the Eye of the Beholder: Middle Palaeolithic and Natufian Burials in the Levant. Current Anthropology 33: 463–71.
- Belfer-Cohen, A. and N. Goren-Inbar 1994 Cognition and Communication in the Levantine Lower Palaeolithic. World Archaeology 26(2):144-157.
- Arensburg, B. and A. Belfer-Cohen 1998 “Sapiens and Neanderthals: Rethinking the Levantine Middle Paleolithic Hominids”. In: Neanderthals and Modern Humans in West Asia, eds. T. Akazawa, K. Aoki and O. Bar-Yosef, pp. 311–322. New-York: Plenum Press.
- Belfer-Cohen, A. and O. Bar-Yosef 2000 Early Sedentism in the Near East - A Bumpy Ride to Village Life”. In: Life in Neolithic Farming Communities. Social Organization, Identity, and Differentiation, ed. I. Kuijt, pp. 19–37. New-York: Kluwer Academic/Plenum Publishers.
- Belfer-Cohen, A. and A. N. Goring-Morris 2002 “Why Microliths? Microlithisation in the Levant”. In: Thinking Small: Global Perspectives on Microlithization, eds. R. G. Elston and S.L. Kuhn, pp. 57–68.  Washington, D.C.: American Anthropological Association.
- Goring-Morris, N. and A. Belfer-Coehn. 2003. More Than Meets the Eye. Studies on Upper Palaeolithic Diversity in the Near East, Oxford: Oxbow Books.
- Meshveliani, T., O. Bar-Yosef and A. Belfer-Cohen 2004 “The Upper Palaeolithic in Western Georgia”. In: The Early Upper Paleolithic Beyond Western Europe, eds. P. J. Brantingham, S. L. Kuhn and K. W. Kerry, pp. 129–143. Berkeley: University of California Press.
- Hovers E. and A. Belfer-Cohen 2006 "Now You See it, Now You Don’t" - Modern Human Behavior in the Middle Paleolithic. In: Transitions Before The Transition. Evolution and Stability in the Middle Paleolithic and Middle Stone Age, eds. E. Hovers and S. L. Kuhn, pp. 295–304. New York: Springer.
- Belfer-Cohen, A. and A. N. Goring-Morris 2007. "From the Beginning: Levantine Upper Palaeolithic Cultural Continuity". In: Rethinking the Human Revolution, eds. P. Mellars, K. Boyle, O. Bar-Yosef and C. Stringer, pp. 199–206. Cambridge: McDonald Institute for Archaeological Research University of Cambridge.
- Goring-Morris, A. N., and A. Belfer-Cohen 2010. "Different Ways of Being, Different Ways of Seeing... Changing Worldviews in the Near East". In: Landscapes in Transition: Understanding Hunter-Gatherer and Farming Landscapes in the Early Holocene of Europe and the Levant, eds. B. Finlayson and G. Warren, pp. 9–22. London: Levant Supplementary Series & CBRL.
- Belfer-Cohen, A. and A. N. Goring-Morris 2013. Breaking the Mold: Phases and Facies in the Natufian of the Mediterranean Zone. In: Natufian Foragers in the Levant. Terminal Pleistocene Social Changes in Western Asia. Eds.O. Bar-Yosef and F.R. Valla. Pp. 544–561. Archaeological Series 19. Ann Arbor: International Monographs in Prehistory.
- Kvavadze, Eliso; Bar-Yosef, Ofer; Belfer-Cohen, Anna et al. (2009). «30,000-Year-Old Wild Flax Fibers». Science (en inglés) 325 (5946): 1359. Bibcode:2009Sci...325.1359K. ISSN 0036-8075. PMID 19745144. doi:10.1126/science.1175404.
- Belfer-Cohen, Anna; Bar-Yosef, Ofer (2002). «Early Sedentism in the Near East».  En Kuijt, Ian, ed. Life in Neolithic Farming Communities: Social Organization, Identity, and Differentiation. Fundamental Issues in Archaeology (en inglés). Springer. pp. 19-38. ISBN 9780306471667. doi:10.1007/0-306-47166-3_2.
- Bar-Yosef, O.; Vandermeersch, B.; Arensburg, B.; Belfer-Cohen, A. et al. (1992). «The Excavations in Kebara Cave, Mt. Carmel». Current Anthropology 33 (5): 497-550. ISSN 0011-3204. doi:10.1086/204112.